# Bušín
Obec Bušín (německy Buschin) se nachází v okrese Šumperk v Olomouckém kraji, severovýchodně od Štítů. Žije zde 381 obyvatel.

## Geografie a demografie
Obec Bušín se rozkládá v nadmořské výšce od 350 do 400 metrů nad mořem. Část obce (osada Hartíkov) se nachází ve výšce nad 500 metrů nad mořem. Bušín leží v horském údolí Bušínského potoka. Ten pramení nad Janoušovem asi ve výšce 800 metrů nad mořem. Protéká celým údolím a v Olšanech se vlévá do řeky Moravy. Obec leží na důležité cestě, která spojuje Šumperk a Hradec Králové (č. 11). V roce 1960 byla připojena nedaleká osada Hartíkov a potom v roce 1976 i Janoušov, který se však po sametové revoluci v roce 1990 opět osamostatnil.
Katastr obce Bušín je velmi kopcovitý a tvoří jej málo úrodná pole a lesy. Nadmořská výška katastru je 320–627 metrů nad mořem. V roce 1900 měl rozlohu 647 hektarů. V témže roce žilo v Bušíně 706 obyvatel ve 117 domech. Naprostá většina byli Češi (v roce 1930 zde bylo pouze 7 Němců). Po druhé světové válce se dříve stabilní počet obyvatel snížil, protože mnozí hledali obživu jinde (na rozdíl od jiných obcí se Bušína netýkal odsun německého obyvatelstva, z Bušína bylo odsunuto jen 6 obyvatel). V roce 1950 bylo v obci 499 občanů ve 147 domech. V roce 1991 na katastru 859 hektarů (včetně Hartíkova) žilo 447 obyvatel ve 116 domech. Nejvíce obyvatel žilo v obci roku 1869 (912). Aktuální[kdy?] míra nezaměstnanosti je 5,8 %. Lesy zabírají přes 420 ha, louky mají 380 ha a orná půda 160 ha. Zbytek je zastavěná plocha a zahrady.

## Název a symboly obce
Jméno vesnice bylo odvozeno od osobního jména Bušě/Búšě (domáckého podoby některého jména začínajícího na Bu-, např. Budislav) a znamenalo "Bušův majetek". Pečetním znamením je kolmo postavená radlice, která je po stranách lemována sedmi hvězdami. Znakem obce je třikrát polcený červeno-zeleno-bílý štít. V bočních pruzích je šesticípá hvězda. V prostředním zeleném pruhu je žlutý smrk a podkova.

## Historie
První písemná zmínka o obci pochází až z roku 1490. V tomto roce bratři Jan, Jiří, Albrecht, Jindřich a Kryštof Tunklové z Brníčka prodali ves strýci Jiřímu Tunklu staršímu z Brníčka a Zábřeha. Lze předpokládat, že vesnice je nejspíš mnohem starší. V obci stála dědičná rychta a ves patřila k panství Ruda. Podle pověsti se zde na tzv. Švédských šancích v lese Zmrzlíku ukrývalo před Švédy v zimě 1643 až 1644 několik stovek lidí a řada z nich tam zemřela. Podle lánového rejstříku z roku 1677 bylo v Bušíně pouze 25 usedlých. Roku 1834 měla ves již 100 domů a 676 obyvatel. V následujícím roce už je zde uváděna i škola. Na tzv. císařské silnici, postavené v letech 1841 až 1844, se za vesnicí zvedá série serpentin až na tzv. Hambálek (v moderní době se zde několikrát jel závod do vrchu, naposledy v roce 2012). Bušínští sedláci si zde dlouho přivydělávali přípřeží k těžkým vozům. Na vrchu Františku a Králově hoře se v první polovině 19. století těžila železná ruda.
Po roce 1848 připadl Bušín k okresnímu soudu Štíty a politickému okresu Zábřeh. Obec měla i nadále spíše zemědělský ráz. Část obyvatel se zabývala domáckou výrobou kartáčů a někteří našli práci v nedaleké papírně Olšany. Ve volbách za první republiky sice vítězila většinou strana lidová, ale značná část místních obyvatel volila i komunisty. Za druhé světové války bylo v obci aktivní odbojové protifašistické hnutí.
Po roce 1945 zde zanikla domácká výroba kartáčů. Zemědělské družstvo v obci působilo poměrně krátce a nakonec v roce 1964 bylo převedeno i s družstvy v okolních vesnicích do působnosti státního statku ve Štítech. V roce 1990 v obci nabízel služby obyvatelům jediný obchod a jeden hostinec. Byla tu základní škola nižšího stupně a zdravotní středisko.

## Památky
V obci se nachází kaple P. Marie Bolestné, která byla postavena roku 1715 a obnovena v roce 1820. Nebyla však zatím zařazena do seznamu památek. Jako historicky cennější jsou uznávány dvě sakrální plastiky u školy a bývalé rychty: sousoší Kalvárie (zlidovělá kamenická práce z 1. třetiny 19. století) a sousoší Nejsvětější Trojice (kamenická práce s lidovými prvky z roku 1824). Nedaleko bývalé rychty je také jako doklad lidové architektury památkově chráněný výměnek (zděná lidová architektura) z počátku 19. století.

## Galerie

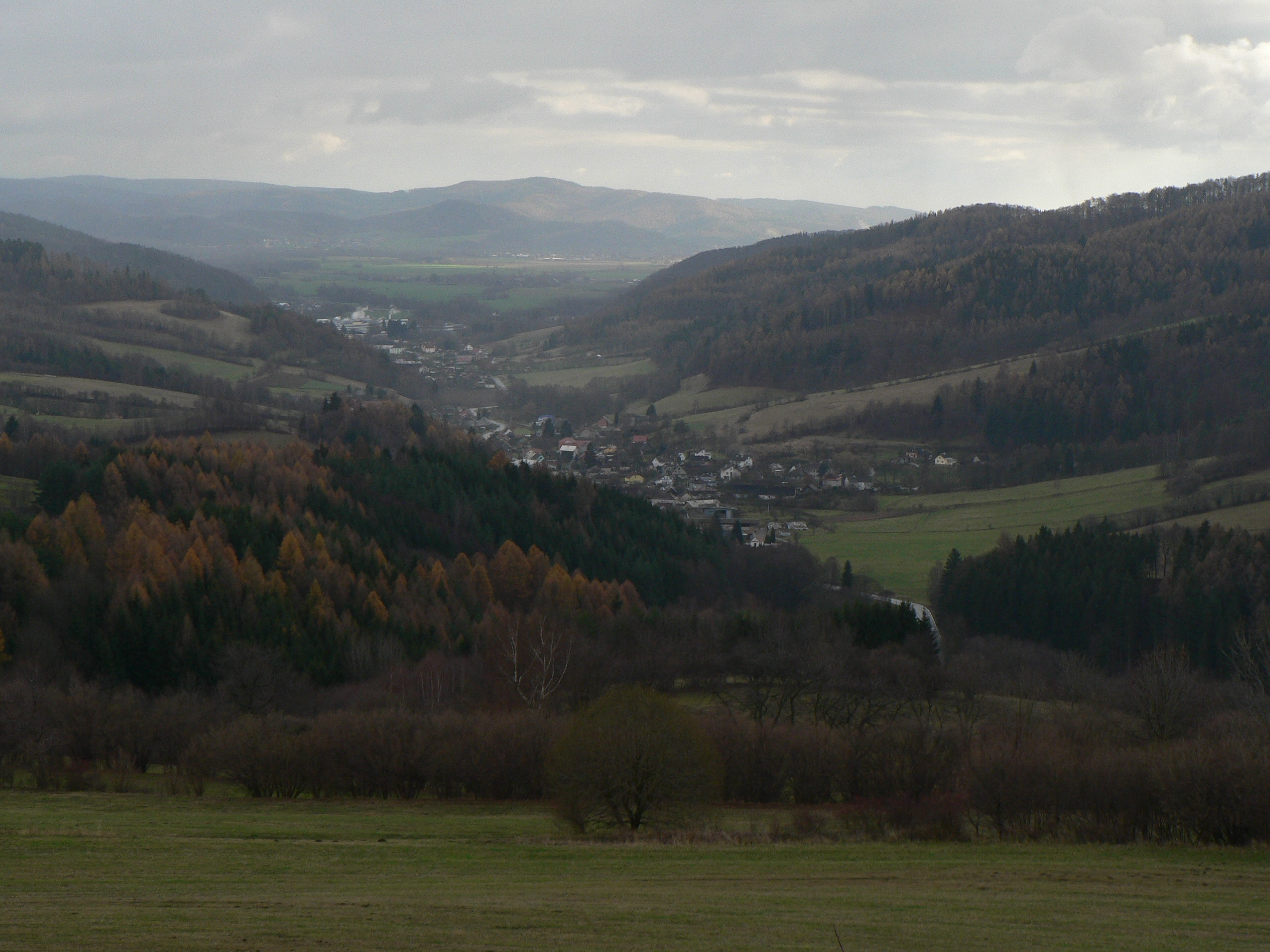
Pohled na Bušín od Jakubovic
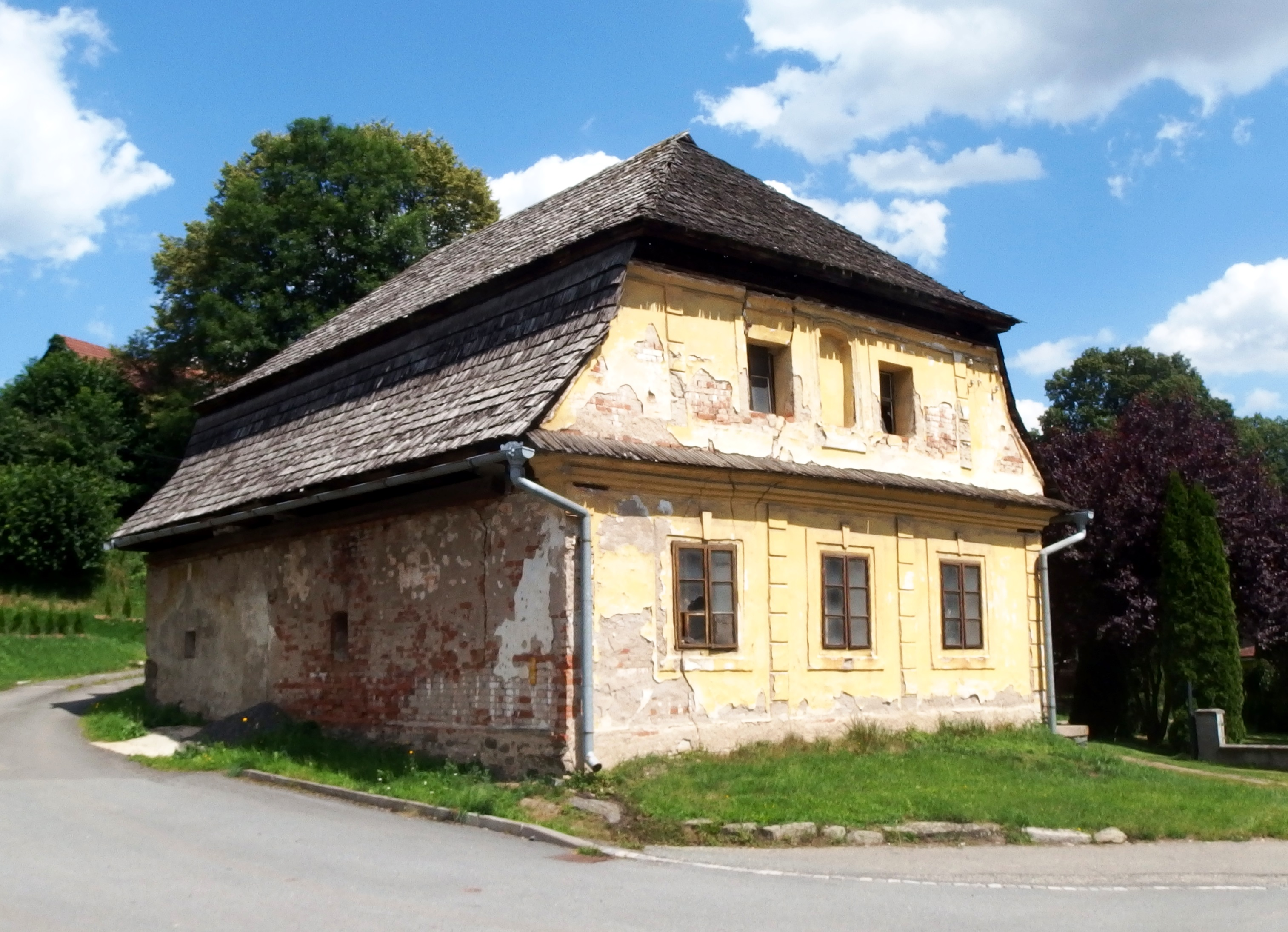
Výměnek, který byl součástí bývalé rychty z 19. století
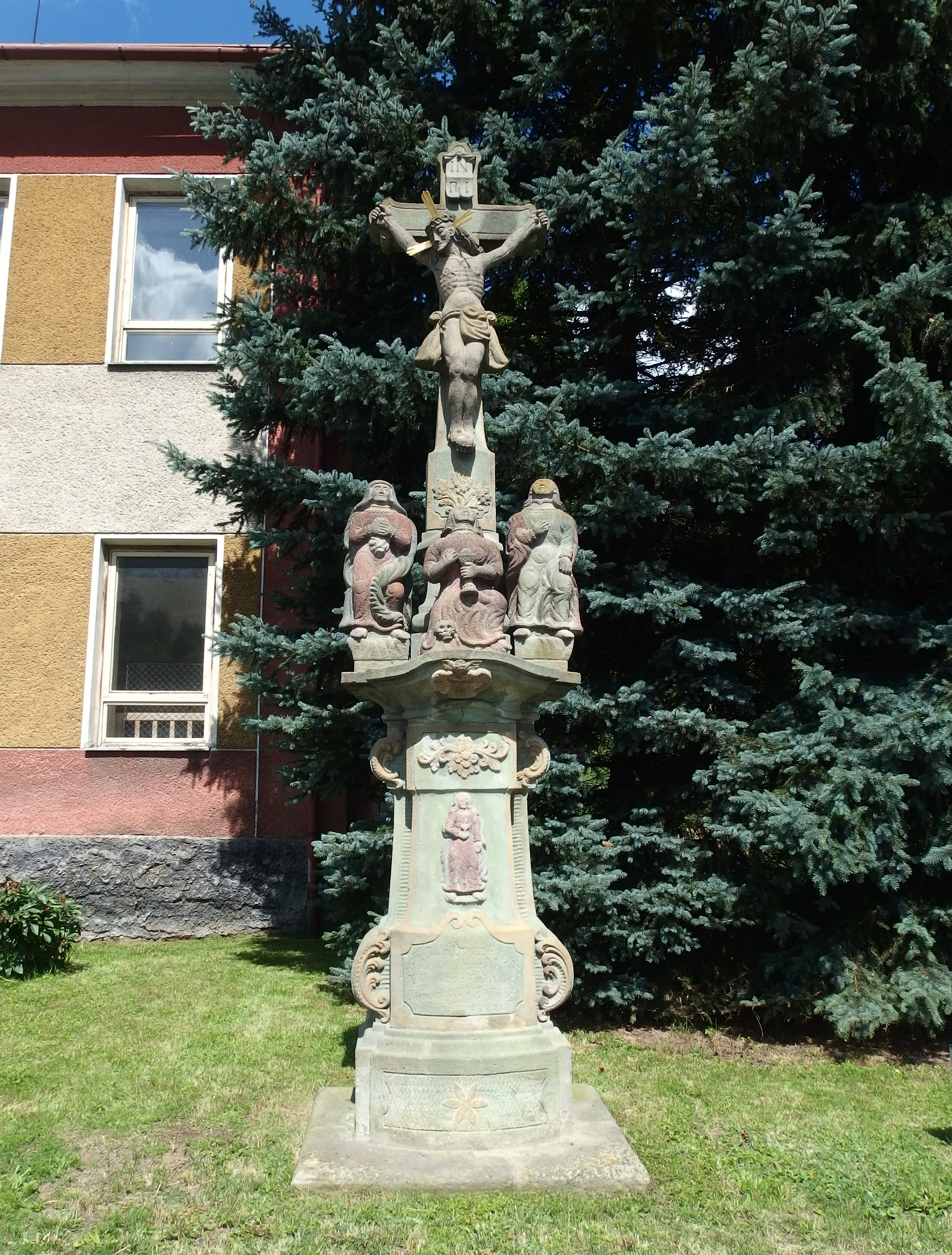
Sousoší Kalvárie
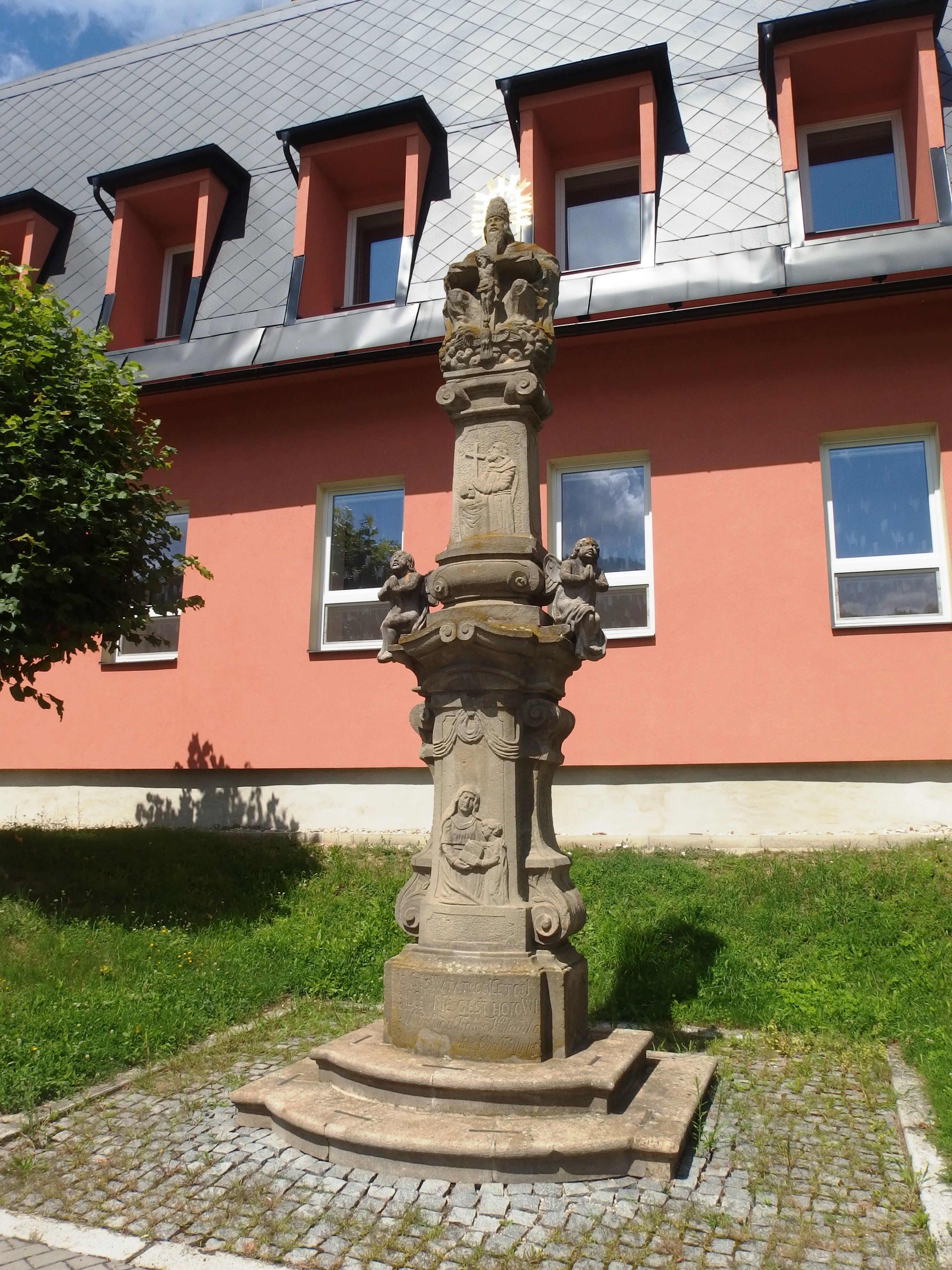
Sousoší Nejsvětější Trojice
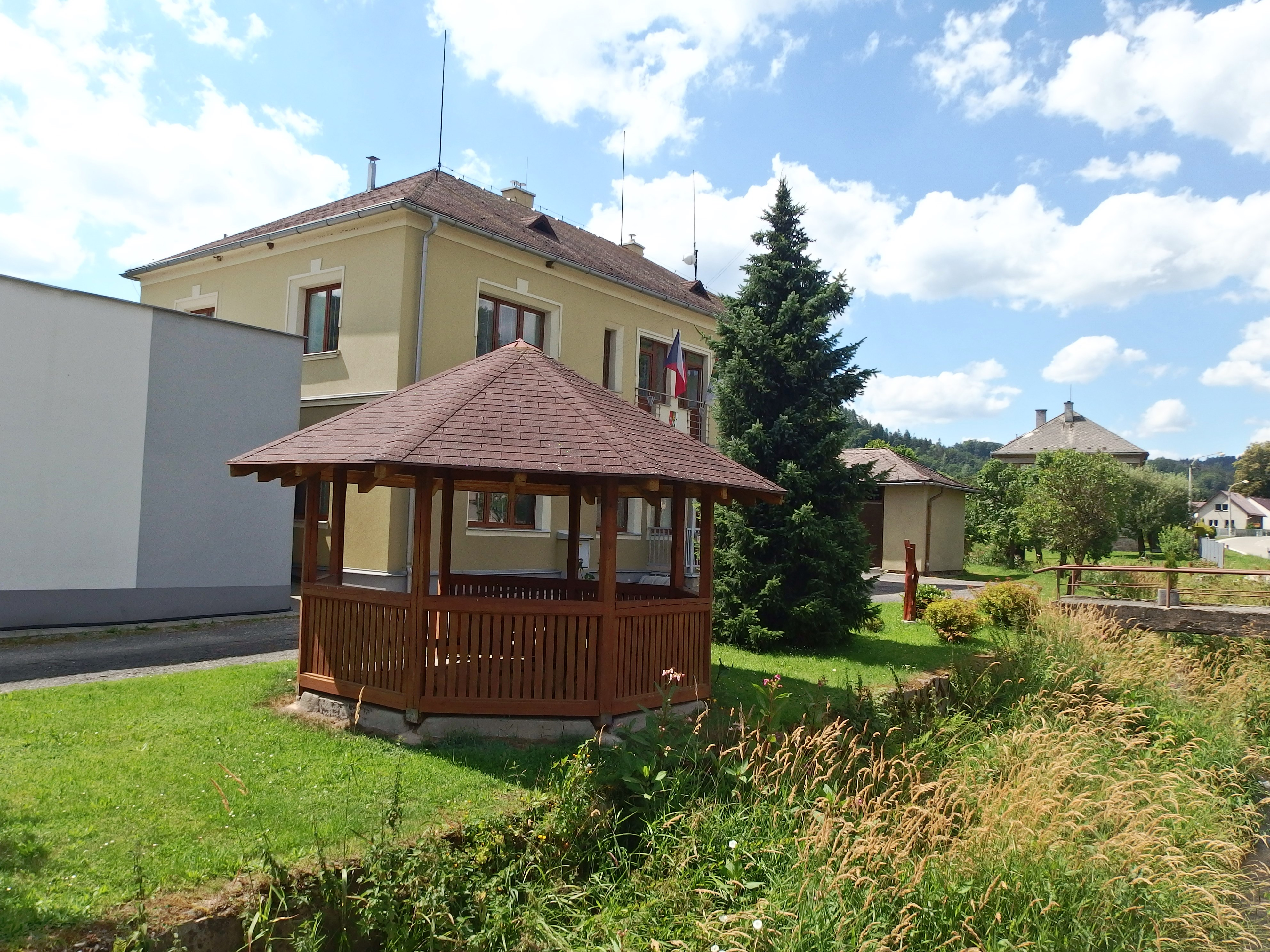
Altánek před obecním úřadem